# كليمنس يوناس
كليمنس يوناس (بالألمانية: Clemens Jonas)‏ هو متزلج فني نمساوي، ولد في 12 نوفمبر 1980 في فيينا في النمسا.

## وصلات خارجية
- كليمنس جوناس على موقع الاتحاد الدولي للتزلج (الإنجليزية)